# Korálovcovití
Korálovcovití (Elapidae) je čeleď hadů, která se vyskytuje v tropických a subtropických oblastech celého světa, včetně dvou oceánů. Jde o velmi různorodé hady, někteří zástupci čeledi se vyskytují dokonce pouze v moři, další pak obývají pouště či pralesy. Všichni tito hadi jsou jedovatí.

## Vzhled
Korálovcovití hadi jsou primitivnější než zmijovití. Většinou jsou podobní užovkám. Štítky na hlavě mají vždy velké, chybí předočnicový štítek. Mají plně vyvinutý jedový aparát. Hlavním odlišovacím znakem od ostatních jedovatých hadů jsou však právě zuby. Mají vždy napevno usazené jedové zuby v přední části tlamy, jsou duté a nedosahují velké délky. Nejsou pohyblivé, jako je tomu u zmijovitých. Jejich jed je velmi silný a mezi korálovce se řadí nejjedovatější hadi světa.
Některé druhy hadů získaly postupnou evolucí podobné zbarvení jako mají korálovcovití, které jim slouží jako falešná varovná signalizace pro ochranu před predátory (např. nejedovatá korálovka sedlatá).

## Taxonomie
Korálovcovití hadi prošli celou řadou změn v systematice. Často se čeleď dělila na dvě podčeledi: Elapinae a Hydrophiinae. Tedy na korálovce a vodnáře. Později se přešlo na rozdělení do šesti či sedmi podčeledí: Calliophiinae, Maticorinae, Elapinae, Bungarinae, Oxyuraninae, Laticaudinae a Dendroaspinae. Při tomto rozdělení čeledi se podčeleď Hydrophiinae úplně oddělila a byla uznávána jako samostatná čeleď. V dnešní době probíhá složitý genetický výzkum, při kterém se zjistilo, že mezi korálovci jsou dvě vývojové linie. První zahrnuje pouze suchozemské hady Afriky, Ameriky a Asie. Druhá zahrnuje australské korálovce a mořské hady. Výzkum nadále pokračuje, takže aktuálně jsou všechny podčeledi zrušeny a uznává se pouze čeleď Elapidae, do které patří všichni hadi.
V souvislosti s těmito výzkumy však vznikla nová čeleď Atractaspididae – zemězmijovití.
Mezi korálovce patří tyto rody:
- Acalyptophis – vodnář
- Acanthophis – smrtonoš
- Aipysurus – vodnář
- Aspidelaps – kobra
- Aspidomorphus – bez českého ekvivalentu
- Astrotia – vodnář
- Austrelaps – bez českého ekvivalentu (někdy se nazývá „pakobra“)
- Boulengerina – kobra
- Bungarus – bungar
- Cacophis – bez českého ekvivalentu
- Calliophis – bez českého ekvivalentu
- Demansia – bez českého ekvivalentu (někdy se nazývá „pakobra“)
- Dendroaspis – mamba
- Denisonia – bez českého ekvivalentu (někdy se nazývá „pakobra“)
- Drysdalia – bez českého ekvivalentu (někdy se nazývá „pakobra“)
- Echiopsis – bez českého ekvivalentu
- Elapognathus – bez českého ekvivalentu
- Elapsoidea – bez českého ekvivalentu
- Emydocephalus – vodnář
- Enhydrina – vodnář
- Ephalophis – bez českého ekvivalentu
- Furina – furina
- Glyphodon – bez českého ekvivalentu
- Hemachatus – kobra
- Hemiaspis – bez českého ekvivalentu
- Hemibungarus – bez českého ekvivalentu
- Homoroselaps – bez českého ekvivalentu
- Hoplocephalus – bez českého ekvivalentu
- Hydrelaps – bez českého ekvivalentu
- Hydrophis – vodnář
- Kerilia – vodnář
- Kolpophis – vodnář
- Lapemis – vodnář
- Laticauda – vlnožil
- Leptomicrurus – korálovec
- Loveridgelaps – bez českého ekvivalentu
- Micropechis – bez českého ekvivalentu (někdy se nazývá „pakobra“)
- Micruroides – korálovec
- Micrurus – korálovec
- Naja – kobra
- Notechis – pakobra
- Ogmodon – bez českého ekvivalentu
- Ophiophagus – kobra
- Oxyuranus – taipan
- Parahydrophis – vodnář
- Paranaja – kobra
- Parapistocalamus – bez českého ekvivalentu
- Paroplocephalus
- Pelamis – vodnář
- Praescutata – vodnář
- Pseudechis – pakobra
- Pseudohaje – kobra
- Pseudonaja – pakobra
- Rhinoplocephalus – bez českého ekvivalentu
- Salomonelaps – bez českého ekvivalentu
- Simoselaps – bez českého ekvivalentu
- Sinomicrurus – bez českého ekvivalentu
- Suta – bez českého ekvivalentu
- Thalassophis – vodnář
- Toxicocalamus – bez českého ekvivalentu
- Tropidechis – bez českého ekvivalentu (někdy se nazývá „pakobra“)
- Vermicella – bez českého ekvivalentu
- Walterinnesia – kobra